# Corita Kent
Corita Kent, nascida Frances Elizabeth Kent, conhecida também como Irmã Mary Corita Kent (Fort Dodge, 20 de novembro de 1918 - Boston, 18 de setembro de 1986) foi uma freira católica, artista e educadora que viveu e trabalhou em Los Angeles e Boston.
Seu trabalho era quase que exclusivamente com silkscreen, ou serigrafia, repelindo as limitações do meio bidimensional pelo desenvolvimento de métodos inovadores. Corita reiterava a prática da impressão para democratizar o acesso à sua arte, que ela desejava ser acessível para a população. Sua arte com mensagens de amor e de paz foram particularmente populares durante a contracultura dos anos 1960 e começo dos anos 1970.
A arte de Corita era seu ativismo, e através de seu trabalho social e espiritual, promovia amor e tolerância.

## Vida pessoal
Frances Elizabeth Kent nasceu em Fort Dodge, Iowa, em 1918. Depois de ingressar na ordem das Irmãs do Imaculado Coração de Maria, em Los Angeles, em 1936, ela adotou o nome de Irmã Mary Corita. Formou-se no Otis College of Art and Design e no Chouinard Art Institute com bacharelado em 1941. Fez mestrado pela Universidade do Sul da Califórnia em História da Arte em 1951. Lecionou na Faculdade do Coração Imaculado, com a cátedra do Departamento de Arte. Sua aulas eram disputadas por artistas proeminentes avant-garde e inventores, como [Alfred Hitchcock]], John Cage, Saul Bass, Buckminster Fullere Charles e Ray Eames e Corita teve papel fundamental em suas formações.
Por volta de 1950, sua estética singular e era bem conhecida entre os membros do clero, que foram enviados de todo o país para terem aulas com ela. Na década seguinte, Corita rodou o mundo. Depois do Concílio Vaticano Segundo, Corita transformou a procissão anual do Dia de Maria da Imaculado Coração em uma celebração comunitária que fazia parte da campanha da irmã para reunir as pessoas. Seu trabalho, por volta dessa época, se tornou bastante politizado, com temas que falavam sobre a Guerra do Vietnã e a crise humanitária. As tensões entre a ordem e a liderança da igreja estavam aumentando, assim Corita deixou a igreja em 1968. A maioria das irmãs seguiu o exemplo e a Faculdade do Imaculado Coração fechou em 1980.
Após deixar a ordem, Corita se mudou para Boston e se dedicou à arte. A decisão de deixar a ordem do Imaculado Coração foi muito difícil para ela, já que sua fé era um elemento central de sua vida por muitas décadas.

## Carreira
Corita criou centenas de trabalhos de serigrafia como pôsteres, murais e capas de livros. Seu trabalho incluiu selos para o Serviço Postal dos Estados Unidos, como Amor e o Rainbow Swash a maior obra de arte do mundo, cobrindo uma área de 46m de largura de um tanque de gás natural em Boston. Seu trabalho de 1951, O Senhor É Convosco ganhou o primeiro prêmio na Feira da Califórnia e do Museu de Arte, Ciência e História do Condado de Los Angeles.

## Estilo
Seu estilo era uma interseção entre influências culturais, políticas e religiosas. Inspirada nos trabalhos de Andy Warhol, ela passou a usar a cultura pop como material de trabalho em 1962. Suas impressões em tela frequentemente incorporavam o produto arquetípico de marcas do consumismo norte-americano ao lado de textos espirituais. Seu design envolvia se apropriar de um gráfico original de uma propaganda para serir sua ideia sobre ela; por exemplo, ela rasgaria, picotaria ou desintegraria a imagem, a seguir recomporia com seu trabalho sobre ela. Usou frequentemente a sinalização de lojas de departamentos, textos das escrituras, recortes de jornal, poemas líricos e grandes textos literários de autoras como Gertrude Stein, E. E. Cummings, e Albert Camus como o ponto focal e textual de seu trabalho.
Criando uma justaposição entre a "arte" formalmente reconhecida (ou respeitada) e a arte que Corita via em seu mundo cotidiano - no supermercado, num passeio, na sala de aula - ela amorosamente elevou o banal ao sagrado. Segundo Harvey Cox, amiga de Corita Kent:
| “ | Como uma pastora, uma xamã, uma maga, ela podia tocar o mais ordinário, superficial, o mais comum elemento diário e transformá-lo em um veículo de iluminação, do sagrado, pleno de esperança. | ” |

A maioria de seus primeiros trabalhos eram iconográficos, desenhos e materiais bíblicos e de outras religiões. Seu estilo era baseado em texto, passagens das escrituras e citações positivas, muitas vezes abrangendo composições inteiras em negrito e tipografia altamente saturadas. Apesar das composições frequentemente surreais ou desorientadoras de suas obras, suas peças sempre possuíam um propósito. Foi a partir dos anos 60 que seu trabalho se tornou cada vez mais político. Seu trabalho stop O Bombardeio(1967) é um grande protesto contra o uso de armamento nuclear. Corina também produziu bastante no convento em resposta à reforma católica de 1960 pelo Concílio Vaticano II, bem como em resposta a vários assuntos políticos e sociais da época, o que levou a vários problemas com a arquidiocese, o que a fez largar a ordem religiosa.

## Morte
Corita Kent foi diagnosticada com câncer em 1974. Após o diagnóstico, Corita restringiu sua arte a aquarelas e apenas usava a serigrafia quando precisava de algo mais permanente. Mesmo doente, ela produziu grandes obras, como a Rainbow Swash. Ela faleceu em 18 de setembro de 1986 em Boston, Massachusetts, aos 67 anos. Seu corpo foi cremado e não há informações sobre a localização de suas cinzas.

## Legado
Recentemente, Corita Kent vem ganhando reconhecimento e admiração por seu trabalho no movimento Pop Art. Como mulher e freira, criando arte no século XX, muitos tentaram colocar seu trabalho à margem, mas pesquisas recentes a colocam como uma das grandes expoentes do Pop Art. Seu trabalho vem ganhando exposições ao redor do mundo, como a Someday is Now: The Art of Corita Kent, no Museu Tang e There Will Be New Rules Next Week no Dundee Contemporary Arts.
Uma galeria e arquivo foi criado, o Centro Corita de Arte, para promover o trabalho e o espírito de Corita Kent, no campus do Colégio do Imaculado Coração, em Los Feliz, em Los Angeles. Em 2016, Corita Kent foi homenageada com a Medalha de Artes Gráficas do Instituto Americano de Arte.

## Lista parcial de publicações
- 1967 Footnotes and Headlines: A Play-Pray Book, Irmã Corita
- 1968 To Believe in God, poema de Joseph Pintauro, colorido por Irmã Corita
- 1969 city, uncity, poemas de Gerald Huckaby, ilustrações de Corita Kent
- 1970 Damn Everything but the Circus, Corita Kent
- 1990 Primary Colors: The Story of Corita, Jeffrey Hayden
- 1992 Learning By Heart: Teachings to Free the Creative Spirit, Corita Kent (póstumo) e Jan Steward
- 2000 "Life Stories of Artist Corita Kent (1918–1986): Her Spirit, Her Art, the Woman Within" tese de doutorado, Gonzaga University), Barbara Loste
- Eye, No. 35, Vol. 9, editado por John L. Walters, Quantum Publishing, 2000.
- 2006 Come Alive! The Spirited Art of Sister Corita, Julie Ault